# 1. Sinfonie (Ives)
Seine Sinfonie Nr. 1  d-Moll, JS 1,  schrieb Charles Ives in den Jahren 1898 bis 1901. Die Uraufführung fand am 26. April 1953 in Washington, D.C. statt. Das viersätzige Werk entstand für Ives’ Abschlussprüfung und hat eine ungefähre Spieldauer von 37 Minuten.
In der Musik sind romantische Elemente ebenso anzutreffen wie Polytonalität und Polyrhythmik. Für das Stück werden zwei Flöten, zwei Oboen, ein Englischhorn, zwei Klarinetten, zwei Fagotte, vier Waldhörner, zwei Trompeten, drei Posaunen, eine Tuba, Pauken und Streicher benötigt. Außerdem ist eine optional spielbare Stimme für eine dritte Flöte vorhanden.

## Sätze
Die Sinfonie besteht aus folgenden Sätzen:
1. Allegro
2. Adagio molto sostenuto
3. Scherzo: Vivace
4. Allegro molto

## Musik
Die Arbeit an der Sinfonie unterstand auch zahlreichen Eingriffen von Ives’ Kompositionslehrer Horatio Parker. So sollte Ives den ersten und den vierten Satz umschreiben, da diese polytonale Passagen enthielten – ein allgemeines Charakteristikum bereits seiner ersten Arbeiten. Schließlich wurden die harmonischen Reibungen von ihm im ersten Satz versteckt, beim vierten Satz konnte Ives sich mit Parker darauf einigen, die Grundversion zu erhalten, mit der einzigen Bedingung, sie in d-Moll enden zu lassen. Des Weiteren besitzt die Sinfonie deutlich bemerkbar romantische Züge und den allgemeinen Stil des 19. Jahrhunderts, die von Parker aus in die Partitur mit einflossen.
Der zweite Satz beginnt mit einem Englischhornsolo, das an die Stelle gleichen Instruments aus dem zweiten Satz von Dvořáks Sinfonie „Aus der neuen Welt“ verweist. Ferner weisen die beiden Mittelsätze viele rhythmische „Stolperfallen“ auf. Daran scheiterte auch Walter Damrosch 1910 bei einer Probe des Werks, worauf dann eine Aufführung unterblieb. Die Uraufführung fand schließlich erst am 26. April 1953 statt, ein Jahr vor Ives’ Tod.